# Centro Martin Luther King Jr. para el Cambio Social No Violento
El Centro Martin Luther King Jr. para el Cambio Social No Violento (en inglés: Martin Luther King Jr. Center for Nonviolent Social Change), comúnmente conocido como The King Center, es una organización no gubernamental sin fines de lucro en Atlanta, Estados Unidos.

## Historia
La organización fue fundada en 1968 por Coretta Scott King. King comenzó la organización en el sótano de la casa de la pareja en el  mismo  año  del asesinato de su esposo, Martin Luther King Jr.
En 1981, la sede del centro se trasladó a las instalaciones del sitio histórico nacional Martin Luther King Jr. en Auburn Avenue.
En 1994, Dexter King sucedió a su madre como directora del centro. En 2010, Martin Luther King III se convirtió en presidente. En 2012, la hija menor de King, Bernice King, se convirtió en directora ejecutiva.

## Programas
El centro ofrece programas de investigación, educación y formación sobre los principios, la filosofía y los métodos de la no violencia. Apoya estas acciones a nivel internacional con Beloved Community Network.

## Premio No Violento de la Paz Martin Luther King, Jr.
La organización otorga el Premio No Violento de la Paz Martin Luther King, Jr..